# Susie Orbach
Susie Orbach (6 de novembro de 1946) é uma psicoterapeuta, psicanalista, escritora e crítica social britânica. Seu primeiro livro, Fat is a Feminist Issue, analisou a psicologia de fazer dieta e comer demais em mulheres, e ela fez campanha contra a pressão da mídia sobre as meninas para se sentirem insatisfeitas com sua aparência física. Ela é casada com a autora Jeanette Winterson. Ela é homenageada no BBC's 100 Women em 2013 e 2014. Ela foi a terapeuta de Diana, Princesa de Gales durante a década de 1990.

## Plano de fundo
Susie Orbach nasceu em Londres, em 1946, em uma família judia e foi criada em Chalk Farm, no norte de Londres. Sua mãe era uma professora americana e seu pai, o parlamentar trabalhista britânico Maurice Orbach. Ela ganhou uma bolsa de estudos para a North London Collegiate School. Apesar de ter sido expulsa aos 15 anos, Susie Orbach passou a estudar História Russa na Escola de Estudos Eslavos, mas desistiu em seu último ano. Ela então se mudou para Nova York para estudar direito, mas não conseguiu concluir seu treinamento e, em vez disso, se matriculou no curso de Estudos Femininos no Richmond College, City University of New York, graduando-se com um BA (Highest Hons.) na disciplina em 1972.
Relembrando seu tempo no Times Educational Supplement trinta anos depois, Susie descreveu o curso como "sobre ideias contemporâneas, feminismo, história - todas as coisas que eram certas para mim. Era como uma Universidade Alternativa." Ela posteriormente obteve um mestrado em Bem-Estar Social pela State University of New York em Stony Brook em 1974 e um PhD em Psicanálise pela University College London em 2001.

## Carreira
Com Luise Eichenbaum, Susie Orbach criou o Women's Therapy Center em 1976 e o Women's Therapy Center Institute, um instituto de treinamento em Nova York, em 1981. Ela foi consultora do Banco Mundial, do NHS e da Unilever e foi co-criadora da Campanha Dove pela Real Beleza.
Susie também é membro do grupo diretor da Campaign for Body Confidence, co-fundada por Lynne Featherstone e Jo Swinson em março de 2010.

### Bolsa de estudos
Susie Orbach foi pesquisadora visitante na New School for Social Research em Nova York e foi professora visitante na London School of Economics por dez anos. Ela foi presidente da Escola Relacional no Reino Unido. Susie Orbach é uma das organizadoraa da Anybody, uma organização que faz campanha pela diversidade corporal. Ela é co-fundadora e membro do conselho da Antidote, que trabalha para a alfabetização emocional. Susie Orbach também é co-fundadora da Psychotherapists and Counselors for Social Responsibility. Ela dá palestras e faz transmissões extensivamente em todo o mundo e tem seu perfil publicado em vários jornais, como o The Guardian.

### Prática
Susie Orbach tem prática clínica e atende indivíduos e casais em Londres.

## Vida pessoal
O relacionamento de Susie Orbach com Joseph Schwartz, pai de seus dois filhos, terminou depois de mais de 30 anos.
Segundo a escritora Jeanette Winterson, com quem se casou em 2015, Susie Orbach "se autodenomina pós-heterossexual". Elas se separaram em 2019.

## Trabalhos
O primeiro livro de Susie Orbach, Fat is a Feminist Issue, trouxe os problemas das relações das mulheres com seus corpos e sua alimentação para a consciência pública. Neste livro, ela examinou os significados inconscientes de gordura e magreza e por que as pessoas comem quando não estão fisicamente com fome. Ela também desenvolveu maneiras de superar a compulsão alimentar. Seus outros livros sobre alimentação e corpo são Fat is a Feminist Issue II, Hunger Strike, On Eating e seu último livro Bodies. Em Bodies, ela propôs uma nova teoria sobre como adquirimos um senso corporal de identidade. O livro inclui estudos de caso de amputados e crianças que foram adotadas e oferece uma crítica da beleza, dieta, estilo e indústrias farmacêuticas, bem como o pensamento atual sobre a crise da 'obesidade'.
Outra área importante de seu trabalho diz respeito à dinâmica dos relacionamentos. O que as mulheres querem (escrito com Luise Eichenbaum) discute a dinâmica de casais, especialmente os heterossexuais, e explora questões de dependência e o impacto da relação mãe/filha, mãe/filho no senso de identidade de um adulto. Neste livro, Orbach e Eichenbaum estabelecem as bases para relacionamentos íntimos mais emocionalmente democráticos, Bittersweet, agora renomeado Between Women (também escrito com Luise Eichenbaum), enfoca amizades, relacionamentos no trabalho e casos amorosos entre mulheres. O livro descreve os apegos mesclados que podem ocorrer entre as mulheres e a luta para alcançar apegos separados. Em Compreender as mulheres, Orbach e Eichenbaum teorizam a psicologia das mulheres a partir da perspectiva de seu trabalho no Centro de Terapia Feminina e introduzem o conceito de 'a garotinha interior'.
A impossibilidade do sexo foi uma nova partida. É uma coleção de histórias imaginadas da terapia, escritas a partir da perspectiva do terapeuta. As histórias são entrelaçadas com teoria e discussão dos principais conceitos psicológicos, bem como uma discussão franca da experiência do terapeuta. Embora sejam casos imaginados, eles contam uma verdade sobre as lutas diárias, as ruminações e a experiência de ser terapeuta.

### Corpos falsos
Susie Orbach via o falso eu como um superdesenvolvimento (sob pressão dos pais) de certos aspectos do eu em detrimento de outros aspectos - do pleno potencial do eu - produzindo, assim, uma permanente desconfiança do que emerge espontaneamente do próprio indivíduo. Orbach continuou a estender o relato de Donald Winnicott de como a falha ambiental pode levar a uma divisão interna da mente e do corpo, de modo a cobrir a ideia do corpo falso - um sentido falsificado do próprio corpo. Orbach viu o falso corpo feminino em particular como construído sobre identificações com os outros, à custa de um senso interior de autenticidade e confiabilidade. Quebrar um sentido corporal monolítico, mas falso, no processo de terapia pode permitir o surgimento de uma gama de sentimentos corporais autênticos (mesmo que muitas vezes dolorosos) no paciente.

### Jornalismo
Por 10 anos, Orbach teve uma coluna no The Guardian sobre emoções na vida pública e privada. Estes foram compilados em dois volumes: What's Really Going on Here e Towards Emotional Literacy . Ela ainda escreve para jornais e revistas e faz campanhas vigorosas em muitas frentes.

### Livros
- Orbach, Susie (2018). In Therapy - The Unfolding Story London: Profile Books.
- Orbach, Susie (2016). In Therapy London: Profile Books.
- Orbach, Susie (1978). Fat is a feminist issue: the anti-diet guide to permanent weight loss. New York: Paddington Press. ISBN 9780448227856.
- Orbach, Susie (1982). Fat is a feminist issue II: a program to conquer compulsive eating. New York: Berkley Books. ISBN 9780425093870.
- Orbach, Susie; Eichenbaum, Luise (1983). Understanding women: a feminist psychoanalytic approach. New York: Basic Books. ISBN 9780465088645.
- Orbach, Susie; Eichenbaum, Luise (1983). What do women want: exploding the myth of dependency. New York: Coward-McCann. ISBN 9780698112100.
- Orbach, Susie (1986). Hunger strike: the anorectic's struggle as a metaphor for our age. New York: Norton. ISBN 9780393022780.
- Orbach, Susie; Eichenbaum, Luise (1987). Bittersweet: facing up to feelings of love, envy, and competition in women's friendships. London: Century. ISBN 9780712614764.
- Publicado nos EUA como:Orbach, Susie; Eichenbaum, Luise (1988). Between women: love, envy, and competition in women's friendships. New York, N.Y.: Viking. ISBN 9780670811410
- Entre mulheres: amor, inveja e competição nas amizades femininas . Nova York, NY: Viking. ISBN 9780670811410
- Orbach, Susie (1994). What's really going on here. London: Virago. ISBN 9781853817984
- Orbach, Susie (1999). Towards emotional literacy. London: Virago. ISBN 9781860496547
- Orbach, Susie (2005). The impossibility of sex. London: Karnac. ISBN 9781780495842
- Orbach, Susie (2002). On eating. London: Penguin. ISBN 9780141007519
- Orbach, Susie (2009). Bodies. New York: Picador. ISBN 9780312427207
- Orbach, Susie; Appignanesi, Lisa; Holmes, Rachel (2013). Fifty shades of feminism. London: Virago. ISBN 9781844089451

### Capítulos de livros
- Orbach, Susie (2013), «The commercialisation of girls' bodies», in:  Wild, Jim, Exploiting childhood: how fast food, material obsession and porn culture are creating new forms of child abuse, ISBN 9780857007421, London: Jessica Kingsley Publishers, pp. 110–115.
- Susie Orbach (2019). «Chapter 9: Climate sorrow». In:  Extinction Rebellion. This Is Not a Drill: An Extinction Rebellion Handbook. [S.l.]: Penguin Books. pp. 65–68. ISBN 9780141991443